# Cellier de Verka Lapčević
Le cellier de Verka Lapčević à Stanjevo (en serbe cyrillique : Виноградарски подрум Верке Лапчевић у Стањеву ; en serbe latin : Vinogradarski podrum Verke Lapčević u Stanjevu) se trouve à Stanjevo, dans la municipalité d'Aleksandrovac et dans le district de Rasina, en Serbie. Il est inscrit sur la liste des monuments culturels protégés de la République de Serbie (identifiant no SK 673),.

## Présentation
La cave viticole Lapčević a été construite dans la première moitié du XIXe siècle.
Par ses techniques de construction et ses éléments décoratifs, elle est considérée comme l'une des meilleures réalisations de l'architecture traditionnelle en Serbie.
De plan rectangulaire, le bâtiment se compose d'un sous-sol et d'un rez-de-chaussée ; le sous-sol sert à produire et à stocker le vin et les alcools, tandis que le rez-de-chaussée est réservé à l'hébergement des ouvriers agricoles saisonniers. La cave est enterrée et construite en pierres pour favoriser le stockage du vin, le rez-de-chaussée est constitué d'une structure en bois avec un remplissage et un enduit d'argile et de paille. Le toit à quatre pans est recouvert de tuiles. Un doksat en bois (sorte de galerie-terrasse) ouvert longe la façade avant.
Dans les années 1980, à cause de l'élargissement de la route locale, le bâtiment a été démonté et stocké en attendant sa reconstruction. L'Institut pour la protection du patrimoine de Kraljevo supervise l'opération et la cour du Musée de la vigne et du vin à Aleksandrovac a été choisie pour accueillir le vieux cellier.